# Graseiland (Zuid-Georgia)
Graseiland (Engels: Grass Island) is een eiland in de eilandengroep van Zuid-Georgia en de Zuidelijke Sandwicheilanden zonder vaste bewoning. Voor 1912 was het eiland beter bekend als Muttoneiland, maar sinds de jaren 20 van de 20ste eeuw is de naam Graseiland in zwang gekomen. Het eiland heeft een vrij koud klimaat en is onbewoond.
Zuid-Georgia:

Zuid-Georgia · Annenkoveiland · Bird Island · Cooper Island · Graseiland · Pickersgilleilanden · Welkomeilanden · Williseilanden · Zwarte Rotsen · Aalscholversrotsen · Clerkerotsen

Zuidelijke Sandwicheilanden:

Traversay- en Lichtmiseilanden: Zavodovski-eiland · Leskoveiland · Visokoi-eiland · Lichtmiseiland · Vindicatie-eiland

Zuidelijke Thule-eilanden: Bellingshauseneiland · Cookeiland · Thule-eiland

Overige eilanden: Bristoleiland · Montagu-eiland · Saunderseiland